# Пенино (деревня, Москва)
Пенино — деревня в Новомосковском административном округе Москвы (до 1 июля 2012 года была в составе Ленинского района Московской области). Входит в состав района Троицк.

## Население
| 1859 | 1890 | 1899 | 1926 | 2002 | 2006 | 2010 |
| ---- | ---- | ---- | ---- | ---- | ---- | ---- |
| 150  | ↗152 | ↗163 | ↗219 | ↘87  | ↘27  | ↗172 |

Согласно Всероссийской переписи, в 2002 году в деревне проживало 87 человек (44 мужчины и 43 женщины). По данным на 2005 год в деревне проживало 27 человек.

## География
Деревня Пенино находится в юго-западной части Новомосковского административного округа, у границы с Троицким административным округом, примерно в 29 км к юго-западу от центра города Москвы и 7 км к югу от центра города Московский, на левом берегу реки Незнайки бассейна Пахры.
В 2 км юго-восточнее деревни проходит Калужское шоссе А130, в 7 км к северу — Киевское шоссе М3, в 17 км к югу — Московское малое кольцо А107, в 11 км к северо-востоку — Московская кольцевая автодорога, в 13 км к востоку — линия Курского направления Московской железной дороги.
В деревне 4 улицы — Заречная, Московская, Полевая и Рябиновая. Ближайший населённый пункт — деревня Писково.
Связана автобусным сообщением с городами Московский (маршруты № 876, 879) и Видное.

## История
Название деревни, предположительно, произошло от некалендарного личного имени Пенин.
В «Списке населённых мест» 1862 года — казённая деревня 1-го стана Подольского уезда Московской губернии по правую сторону старокалужского тракта, в 18 верстах от уездного города и 25 верстах от становой квартиры, при речке Незнайке, с 28 дворами и 150 жителями (66 мужчин, 84 женщины).
По данным на 1899 год — деревня Десенской волости Подольского уезда с 163 жителями.
В 1913 году — 31 двор.
По материалам Всесоюзной переписи населения 1926 года — центр Пенинского сельсовета Десенской волости Подольского уезда в 2,1 км от Калужского шоссе и 8,5 км от станции Щербинка Курской железной дороги, проживало 219 жителей (92 мужчины, 127 женщин), насчитывалось 44 крестьянских хозяйства.
1929—1946 гг. — населённый пункт в составе Красно-Пахорского района Московской области.
1946—1957 гг. — в составе Калининского района Московской области.
1957—1960, 1965—2012 гг. — в составе Ленинского района Московской области.
1960—1963 гг. — в составе Подольского района Московской области.
1963—1965 гг. — в составе Ленинского укрупнённого сельского района Московской области.
С 2012 г. — в составе города Москвы.

## Перспективы
Планируется строительство дублёра Калужского шоссе — автодороги Мамыри — Пенино — Шарапово.